# Jogos da Commonwealth de 1998
Os Jogos da Commonwealth de 1998  foram realizados em Kuala Lumpur, Malásia, entre 11 de setembro e 21 de setembro (exceto alguns eventos, que iniciaram-se antes da cerimônia de abertura). Esta foi a primeira edição dos Jogos realizada na Ásia.

## Marketing
O logotipo desta edição foi inspirado pela flor nacional da Malásia,o hibisco e também quebrou uma tradição em relação aos logotipos das edições anteriores com a introdução da cor amarela (Todos os logotipos anteriores respeitavam uma padronização com as cores do Império Britânico: azul,vermelho e branco). O mascote desta edição foi um orangotango chamado Wira (malaio para herói ou guerreiro).[carece de fontes?]

## Panorama desta edição
Esta foi a primeira edição aonde houve a permissão da entrada dos esportes coletivos no programa. Seguindo o novo programa aprovado após a edição anterior em  Victoria 1994,houve a introdução de seis novos esportes no programa dos Jogos.A partir desta edição o hóquei sobre grama, o netball e o rugby sevens (masculino) foram incorporados ao programa obrigatório dos Jogos e além do críquete que até então fazia parte do programa como um esporte opcional e foi removido desta lista posteriormente.Nos esportes individuais foram inclusos o boliche e o squash que após esta edição que se tornaria compulsório.
Os demais esportes no programa dos jogos foram os até então obrigatórios :aquáticos (natação) (atletismo),boxe,badminton,o halterofilismo e o lawn bowls e os opcionais : aquáticos (nado sincronizado e saltos ornamentais),ciclismo,ginástica (artística e rítmica) e o tiro totalizando 15 esportes.
O país organizador conseguiu a sua melhor participação na história dos jogos conseguindo um total inédito de 10 medalhas de ouro,14 de prata e 12 de bronze,totalizando 36 medalhas,sendo que a maioria destas veio do recém introduzido boliche e dos tradicionais badminton e levantamento de peso,além de algumas medalhas esparsas nos demais esportes.Após o sucesso desta edição, o país vem apareceu entre os dez primeiros colocados nas edições posteriores dos Jogos com dois sucessivos oitavos lugares em Manchester 2002 e Melbourne 2006 e um sétimo lugar em Délhi 2010,entretanto saiu do Top 10 em Glasgow 2014.Antes da realização desta edição a melhor posição do país tinha sido um décimo lugar em Auckland 1990,o que motivou a candidatura malaia para o evento de 1998,ganhando da cidade australiana de Adelaide.

## Modalidades
- Atletismo
- Badminton
- Boliche
- Boxe
- Ciclismo
- Críquete
- Esportes aquáticos
  - Nado sincronizado
  - Natação
  - Saltos ornamentais
- Ginástica
- Halterofilismo
- Hóquei sobre grama
- Lawn Bowls
- Lutas
- Netball
- Rugby sevens
- Squash
- Tiro

## Países participantes

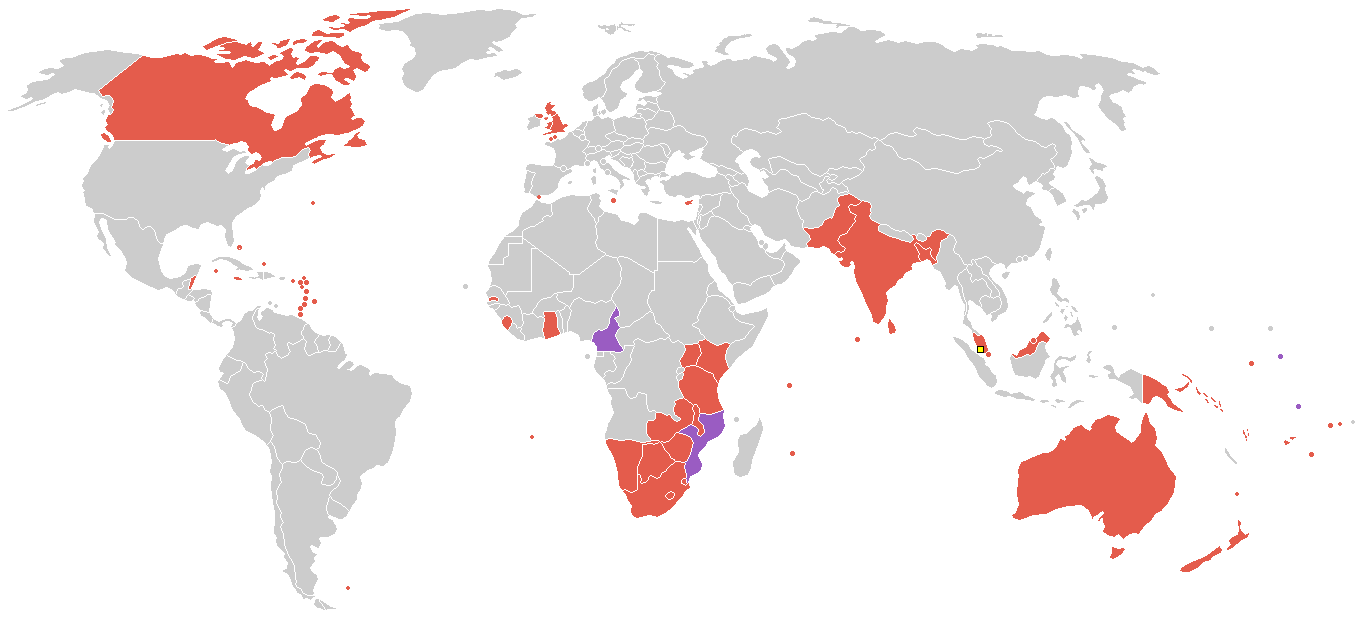
Países participantes.

| - Anguila - África do Sul - Antígua e Barbuda - Austrália - Bahamas - Bangladesh - Barbados - Belize - Bermudas - Botswana - Brunei - Camarões - Canadá - Chipre - Dominica - Escócia - Fiji - Gana - Gâmbia - Gibraltar - Granada - Guernsey - Guiana - Ilha de Man |  | - Ilhas Caimã - Ilhas Cook - Ilhas Falkland - Ilha Norfolk - Ilhas Salomão - Ilhas Virgens Britânicas - Índia - Inglaterra - Irlanda do Norte - Jamaica - Jersey - Kiribati - Lesoto - Maldivas - Malta - Malásia - Malawi - Ilhas Maurícias - Montserrat - Moçambique - Namíbia - Nauru - Nigéria - Nova Zelândia |  | - País de Gales - Paquistão - Papua-Nova Guiné - Quênia - Samoa - Santa Helena, Ascensão e Tristão da Cunha - Santa Lúcia - São Cristóvão e Neves - São Vicente e Granadinas - Serra Leoa - Seychelles - Singapura - Sri Lanka - Essuatíni - Tanzânia - Tonga - Trinidad e Tobago - Turks e Caicos - Tuvalu - Uganda - Vanuatu - Zâmbia - Zimbabwe |

## Calendário
Este foi o calendário oficial dos Jogos:
}

## Medalhistas
| Ordem | País              | Medalha de ouro | Medalha de prata | Medalha de bronze | Total |
| ----- | ----------------- | --------------- | ---------------- | ----------------- | ----- |
| 1     | Austrália         | 82              | 61               | 57                | 200   |
| 2     | Inglaterra        | 36              | 49               | 53                | 138   |
| 3     | Canadá            | 30              | 31               | 40                | 101   |
| 4     | Malásia           | 10              | 14               | 12                | 36    |
| 5     | África do Sul     | 9               | 11               | 14                | 34    |
| 6     | Nova Zelândia     | 8               | 6                | 20                | 34    |
| 7     | Índia             | 7               | 10               | 8                 | 25    |
| 8     | Quênia            | 7               | 5                | 4                 | 16    |
| 9     | Jamaica           | 4               | 2                | 0                 | 6     |
| 10    | País de Gales     | 3               | 4                | 8                 | 15    |
| 11    | Escócia           | 3               | 2                | 7                 | 12    |
| 12    | Nauru             | 3               | 0                | 0                 | 3     |
| 13    | Irlanda do Norte  | 2               | 1                | 1                 | 4     |
| 14    | Zimbabwe          | 2               | 0                | 3                 | 5     |
| 15    | Gana              | 1               | 1                | 3                 | 5     |
| 16    | Ilhas Maurícias   | 1               | 1                | 2                 | 4     |
| 17    | Chipre            | 1               | 1                | 1                 | 3     |
| 17    | Tanzânia          | 1               | 1                | 1                 | 3     |
| 17    | Trinidad e Tobago | 1               | 1                | 1                 | 3     |
| 20    | Bahamas           | 1               | 1                | 0                 | 2     |
| 20    | Moçambique        | 1               | 1                | 0                 | 2     |
| 22    | Barbados          | 1               | 0                | 2                 | 3     |
| 23    | Lesoto            | 1               | 0                | 0                 | 1     |
| 24    | Camarões          | 0               | 3                | 3                 | 6     |
| 25    | Namíbia           | 0               | 2                | 1                 | 3     |
| 26    | Seicheles         | 0               | 2                | 0                 | 2     |
| 27    | Sri Lanka         | 0               | 1                | 1                 | 2     |
| 28    | Bermudas          | 0               | 1                | 0                 | 1     |
| 28    | Fiji              | 0               | 1                | 0                 | 1     |
| 28    | Ilha de Man       | 0               | 1                | 0                 | 1     |
| 28    | Paquistão         | 0               | 1                | 0                 | 1     |
| 32    | Papua-Nova Guiné  | 0               | 0                | 1                 | 1     |
| 32    | Uganda            | 0               | 0                | 1                 | 1     |
| 32    | Zâmbia            | 0               | 0                | 1                 | 1     |

     País sede destacado.